# Кавендиш-Бентинк, Фердинанд, 8-й герцог Портленд
Фердинанд Уильям Кавендиш-Бентинк (англ. Ferdinand William Cavendish-Bentinck; 4 июля 1889 — 13 декабря 1980) — британский аристократ, 8-й герцог Портленд, 8-й маркиз Тичфилд, 9-й виконт Вудсток, 4-й барон Болсовер и 9-й барон Сайренсестер с 1977 года. Принадлежал к младшей ветви рода. Участвовал в Первой мировой войне.

## Биография
Фердинанд был сыном Уильяма Кавендиш-Бентинка и Руфи Сент-Мор. Он получил образование в Итонском колледже и в Королевском военном училище в Сандхёрсте, служил на Мальте и в Британской Индии. Участвовал в Первой мировой войне, упоминался командованием в депешах, был ранен, получил за заслуги Королевский военный крест (1917). В 1941 году Кавендиш-Бентинк стал компаньоном ордена святого Михаила и святого Георгия. В 1945 году он занимал должность министра сельского хозяйства и природных ресурсов Кении. В 1977 году унаследовал от бездетного кузена титул герцога Портленда и занял своё место в Палате лордов.
Кавендиш-Бентинк был женат дважды: на Уэнтворт Фрэнсис и Гвинет Этель. Оба брака остались бездетными, так что герцогский титул перешёл к брату Фердинанда Виктору.